# El camino del tabaco
El camino del tabaco es una novela de 1932 escrita por Erskine Caldwell sobre los campesinos del algodón en Georgia. Fue dramatizado para Broadway por Jack Kirkland en 1933, y funcionó por un entonces sorprendente periodo de ocho años (3.182 actuaciones). Se realizó una versión cinematográfica en 1941 dirigida por John Ford, aunque se modificó considerablemente el argumento. 

## Sinopsis
En los campos de Augusta, en el estado de Georgia, el algodón ha dejado de cultivarse y los campesinos se han trasladado a la ciudad para trabajar en las hilanderías. Jeeter Lester, el personaje central, es un blanco pobre, heredero arruinado de una extensa propiedad, que en tiempos de su abuelo había sido próspera. Por desidia y enraizamiento, él no ha abandonado sus tierras, de las cuales es sólo el arrendador, y mantiene la inútil esperanza de que al llegar la primavera, si consigue un pequeño préstamo, podrá comprar unas semillas de algodón y alquilar una mula para reavivar el cultivo. Su mujer, Ada, con quien tuvo diecisiete hijos, mata el dolor que le produce el hambre mascando tabaco y la abuela, ignorada por todos, se arrastra sigilosamente, como un animal, por los matorrales en busca de raíces y leña. Una hija y un hijo todavía viven con ellos: Ellie May, de 18 años, y Dude, de 16 años. Los otros han abandonado el hogar.
- Datos: Q1169793